# Приїзд англійських послів до двору короля Бретані
«Приї́зд англі́йських послі́в до дво́ру короля́ Брета́ні» (італ. Arrivo degli ambasciatori inglesi alla corte del re di Bretagna) — картина італійського живописця Вітторе Карпаччо (бл. 1465–1525/26), представника доби Раннього Відродження. Створена близько 1495 року. Перше із 9-ти полотен циклу, присвяченому Св. Урсулі.
З 1812 року зберігається в колекції Галереї Академії у Венеції.

## Історія
Полотно було замовлено братством Св. Урсули (скуола Сант-Орсола) у Венеції, було першим у циклі із 9-ти картин, присвячених святій Урсулі, юній християнці, доньці короля Бретані Макаруса, яка була вбита у Кельні, повертаючись із паломництва в Рим. Перше полотно присвячене прибуттю англійських послів до двору правителя Бретані, аби попрохати руки його доньки для принца Конона. У правій частині картини, відділений архітектурною конструкцією, зображений король-батько, який радиться з майбутньою нареченою.
У «Золотій легенді» Якова Ворагінського (XIII ст.) йдеться про сумніви батька з приводу того, що принцесу належить видати заміж за язичника, втім знехтувати таким міцним союзником, як Англія, він вирішив неможливим. Урсула погодилась прийняти пропозицію лише при дотриманні умов (на картині вона перераховує їх, загинаючи пальці), попросивши спорядити корабель для паломництва у Рим зі свитою з десяти незайманих дівчат, кожна з яких у свою чергу повинна бути супроводжена ще тисячею незайманих. Принц мав був прийняти християнство.

## Опис

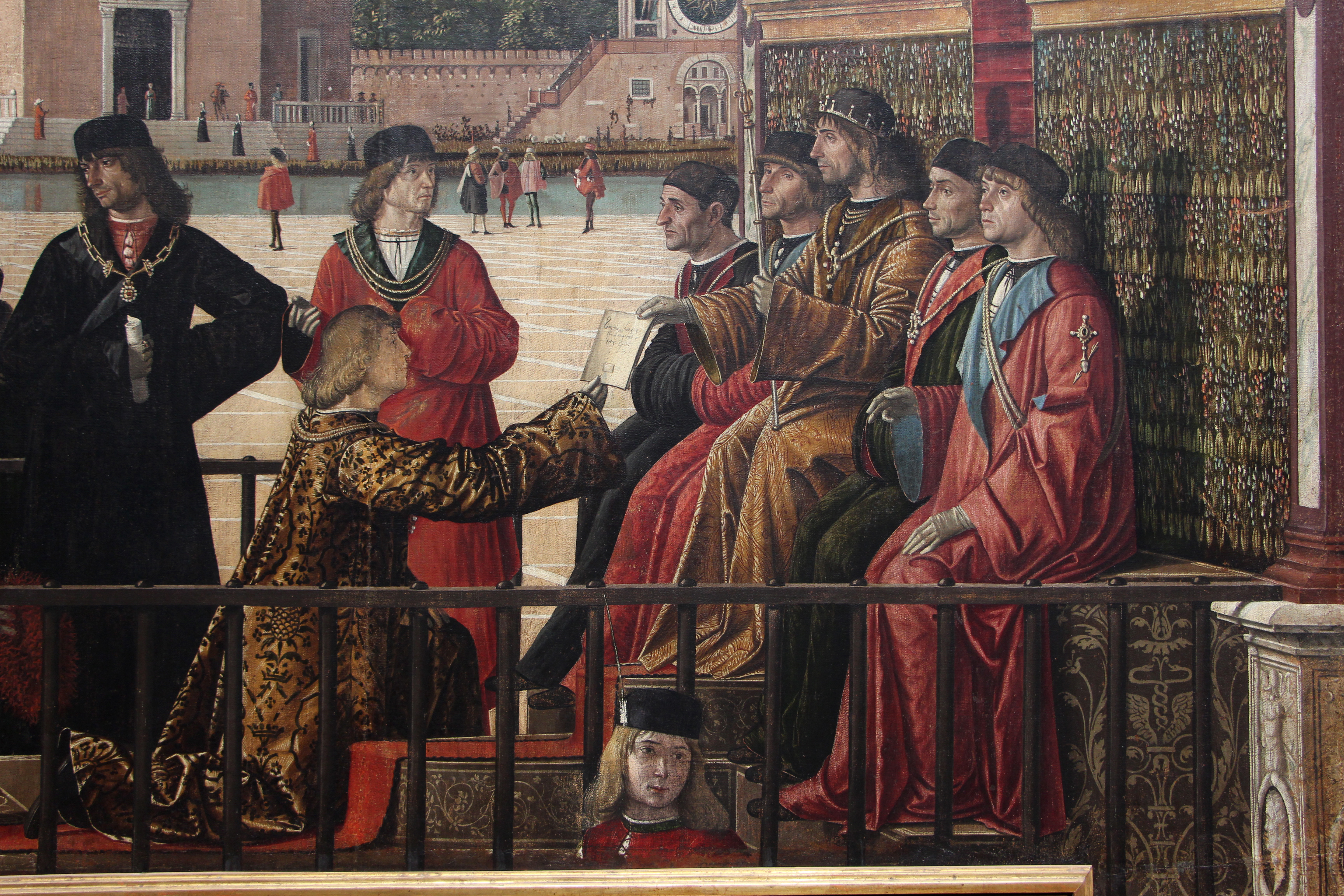
Деталь. Посли передають шлюбну пропозицію королю Бретані

Картина поділена на три головні сцени, що розділені за допомогою архітектурних елементів. Ліворуч зображена сцена, що розповідає про приїзд англійських послів до двору Бретані; в центральній сцені показано послів, що передають королю шлюбну пропозицію від англійського принца Конона; праворуч зображена Урсула, яка оголошує батьку свої умови щодо цього шлюбу, а на сходах сидить її няня.
В композиції домінує епізод урочистого державного прийому, який відбувається у відкритій залі на фоні типового венеціанського пейзажу. Картина побудована на основі бездоганної перспективи, зсередини якої деталі другого плану здаються чіткими і живими, попри те, що прописані вони без особливої ретельності: тут зображені, з великою достовірністю, меценати і члени братства-замовника. Архітектурна декорація, в якій розвивається сцена, побудована на фоні площі, за нею видніється водна поверхня, корабель, місто з кампанілами і фортечними спорудами. Восьмикутний храм нагадує про пошуки ренесансними архітекторами ідеальних пропорцій, перспективних студіях, які були популярними в той час у архітекторів і живописців. Художник ніби запрошує глядача приєднатися до дії, що розгортається на полотні, відкриваючи ворота огороджувальної решітки. Він навмисно порушує межу першого плану сцени, створюючи ілюзію присутності, і виносить в зал не тільки декоративну колону, але і другорядних персонажів — літню жінку, що сидить на сходах, і чоловіка у червоному одязі в крайньому лівому куті.
В процесі останньої реставрації було виявлено обличчя молодого пажа на першому плані центральної сцени, яке, ймовірно, було закрите в середині XVII століття, коли полотно частково підрізали у ніжній частині. Відрізана частина знизу полотна відповідала дверному прорізу в реальному інтер'єрі, де знаходився цикл.